# Kommunalläkare
Kommunalläkare var i Finland förr en kommunalanställd läkare på landsbygden, som bland annat hade att övervaka den allmänna hälso- och sjukvården, tjänstgöra som skolläkare och driva praktik. 
De finländska kommunerna var skyldiga att antingen för egen del eller gemensamt med andra kommuner upprätthålla kommunalläkartjänst. Kommunalläkare utsågs av fullmäktige, varefter Medicinalstyrelsen utfärdade förordnande till tjänsten. I sin verksamhet var kommunalläkaren underställd länsläkaren. Den första kommunalläkartjänsten inrättades 1882 i Viitasaari. I städerna fanns stadsläkare, i några köpingar köpingsläkare. Kommunalläkartjänsterna omvandlades 1972, då folkhälsolagen trädde i kraft, till läkartjänster vid hälsovårdscentralerna.